# 柯西定理 (群論)
柯西定理是一個在群論裡的定理，以奧古斯丁·路易·柯西的名字來命名。其敘述著若G是一個有限群且p是一個可整除G之階（G的元素數目）的質數，則G會有一個p階的元素。亦即，存在一個於G內的x，使得p為讓xp=e的最小非零整數，其中e為單位元素。
此一定理為拉格朗日定理的部份相反，其敘述著有限群G的每一個子群之階都會整除G的階。柯西定理表示對於每一個G之階的質因數p，總存在一個G內p階之子群－由柯西定理內之元素產生的循環群。

## 证明
我们对n = |G|使用数学归纳法。考虑G是阿贝尔群，以及G不是阿贝尔群的两个情况。假设G是阿贝尔群。如果G是单群，那么它一定是素数阶循环群，因此显然含有p阶的元素。否则存在一个非平凡的正规子群{\displaystyle H\triangleleft G}。如果p能整除|H|，那么根据归纳假设，H含有一个p阶的元素，因此G也含有p阶的元素。否则，根据拉格朗日定理，p一定能整除指数[G:H]，因此根据归纳假设，商群G/H含有一个p阶的元素；也就是说，在G中存在一个x，使得(Hx)p = Hxp = H。那么在H中存在一个元素h1，使得h1xp = 1——G的单位元。容易验证，对于H中的每一个元素a，都存在H中的一个元素b，使得bp = a，因此在H中存在h2，使得h2 p = h1。所以h2x的阶为p，阿贝尔群的情况得证。
假设G不是阿贝尔群，那么它的中心Z是真子群。如果对于某个非中心元素a（也就是说，a不在Z内），p能整除中心化子CG(a)的阶，那么CG(a)就是一个真子群，因此根据归纳假设，它含有一个p阶的元素。否则，根据拉格朗日定理，p一定能整除指数[G:CG(a)]，对于所有的非中心a。利用类方程，可知p能整除方程的左端（|G|），因此也能整除右端的所有被加数，除了可能不整除|Z|以外。然而，经过一番计算就可发现，p必须也能整除Z的阶，因此根据归纳假设，中心子群含有一个p阶的元素，因为它是真子群，所以它的阶严格小于G的阶。证毕。

## 外部連結
- 本條目含有来自PlanetMath《Cauchy's theorem》的內容，版权遵守知识共享协议：署名-相同方式共享协议。
- . PlanetMath.